# Solanders stormvogel
Solanders stormvogel (Pterodroma solandri) is een vogel uit de familie van de stormvogels en pijlstormvogels (Procellariidae). Het is een kwetsbare, endemische vogelsoort die alleen broedt op Lord Howe-eiland en op Phillip Island dat vlak bij Norfolkeiland ligt. De vogel werd in 1844 door John Gould geldig beschreven en vernoemd naar de Zweedse botanicus Daniel Solander die als natuuronderzoeker meereisde met de eerste reis van James Cook.

## Kenmerken
De vogel is 40 cm lang, het is een middelgrote, bijna geheel donker gekleurde stormvogel. De vogel is bijna egaal grijsbruin met alleen rond de snavel een geschubd wit verenpatroon. Opvallend is verder een wigvormige staart.

## Verspreiding en leefgebied
De vogel leeft buiten de broedtijd ver op zee en foerageert dan op voornamelijk pijlinktvis en kleine vis. De vogels broeden op Lord Howe-eiland en op Phillip Island in holen, onder rotsen en tussen boomwortels op beboste hellingen tot op 900 m boven zeeniveau. Tot 1800 was de vogel een talrijke broedvogel op Norfolkeiland.

## Status
Solanders stormvogel heeft een beperkt broedgebied en daardoor is de kans op uitsterven aanwezig. De aanwezigheid van ratten op de broedeilanden, de langelijnvisserij in de buurt, plastic in de oceanen en concurrentie met andere stormvogelsoorten voor broedholen blijven potentieel een bedreiging voor deze soort. De grootte van de populatie werd in 2022 door BirdLife International geschat op 83.000 individuen en de populatie-aantallen nemen op Lord Howe waarschijnlijk toe, dankzij succesvol verwijderen van verwilderde varkens. Hierdoor staat deze soort sinds 2022 als niet bedreigd op de Rode Lijst van de IUCN.